# Cavernães
Cavernães es una freguesia portuguesa del concelho de Viseu, con 14,13 km² de superficie y 1.471 habitantes (2001). Su densidad de población es de 104,1 hab/km².